# 寺脇研
寺脇 研（てらわき けん、1952年7月13日 - ）は、日本の元文部官僚。学校法人瓜生山学園理事。学校法人コリア国際学園評議員。映画評論家。映画プロデューサー。落語研究者。
官僚時代にはゆとり教育の広報を担った、ゆとり教育推進者の一人。福岡県福岡市出身。

## 経歴・人物
当時は九州大学医学部講師で後に鹿児島大学医学部小児科教室教授となる医師・寺脇保の長男として生まれる。母方の祖父も小児科学の医師で九州大学医学部長や九州大学総長、久留米大学学長等を務め勲一等を受けた遠城寺宗徳。遠城寺は父・保の師でもある。10歳まで福岡で過ごした後、父の鹿児島大学医学部への赴任に伴い鹿児島県に転居。
1965年、ラ・サール中学校に首席合格。中学の同級生に俳優・タレントの池畑慎之介（ピーター）がいた。1971年にラ・サール高校を卒業。高校卒業時の成績は250人中230番台であったが、卒業式では卒業生総代として答辞を述べた。その内容は
というものだったため、翌朝の地元紙には「造反答辞」と報じられた。高校卒業後は現役で東京大学へ入学し、法学部へ進学した。
1975年に東京大学法学部を卒業し、文部省へキャリア官僚として入省。1992年に職業教育課長就任。広島県へ教育長として出向（1993年-1996年）した後、文部省へ復帰した。事務次官有力候補者が任命される官房三課長には就かなかったものの、大臣官房政策課長を経て、いわゆる中二階ポスト（局次長・審議官・部長）である大臣官房審議官（生涯学習政策担当）へ就任。この間、同省の推進した「ゆとり教育」政策に関して、マスコミの前面に出て同省の見解を説明するスポークスマン的な役割を担った（ゆとり教育に関わる点の詳細は後述）。
2002年、大臣官房審議官から外局である文化庁文化部長へ異動となった。2006年4月、同省の事務方から退職勧奨を受けるが、小坂憲次文部科学大臣に慰留されたこともあって辞職せず、中二階ポストから寺脇のために新設された課長級に当たる大臣官房広報調整官へ就任するという異例の降格人事となった。その後、2006年11月10日付で文部科学省を辞職。現在は東大卒の元文部官僚との冠付きで関西ローカル番組によく出演している。この他、北海道芦別市にある星槎大学通信制課程共生科学部の客員教授も務めている。

## 教育の「専門家」
文部省・文部科学省在任中は、初等中等教育政策に深く関わったことから、教育に関する著作が数多い。また、在任時には「ミスター文部省」と呼ばれていた。
そのため、「ゆとり教育」を中心としたこれら一連の政策への批判が高まるとともに、個人としても批判を受けることが多くなった。元産経新聞論説委員の高山正之からは、小尾乕雄・鳩山邦夫と並んで、日本の教育を崩壊させた張本人だと批判されている。
2002年の文化庁への異動は、文部科学省が批判をかわすためであったが、文化庁への異動後も「ゆとり教育」肯定の立場から発言を続けた。
2006年の文部科学省退官直前には、「今後も教育や文化について、民間の立場から取り組んでいく」と述べている。その後は「ゆとり教育」推進の立場からの発言や著作を続け、2009年からはNPOカタリバが主宰する高校生支援・キャリア学習プログラム「カタリバ大学」の学長を務める。また2007年には、在日コリアンの子弟を主な対象とするインターナショナル・スクールコリア国際学園の設立準備委員に就任し、開校後は理事を務めている。ちなみにこの学校は、3ヶ国語の育成や大手進学塾との提携をしている。また、朝鮮学校の高等学校等就学支援金対象除外に反対する「無償化連絡会大阪」の賛同人も務めている。同年からは京都造形芸術大学でマンガ学科の教授に就任した。9月にはゆとり教育の見直しが進んでる状況に自身の現場経験から沈黙を破り異議を唱える本を出版した。
2017年の文部科学省天下り問題では官僚を早期退職させる仕組みが原因だとして、(1) 官庁が再就職に関与すること (2) 本人が在職中に求職活動をすること (3) 再就職した者が離職後2年間の期間に元勤務した官庁に働きかけをすること――の3点さえ守れば再就職は許すべきだとして、騒いでいる人は問題視しすぎとしている。さらに国立大学法人（従来の国立大学）への現役出向まで「天下り」として禁止すべきだと主張した自民党議員を国立大学法人を含む独立行政法人への現役出向は合法なのに感情的になっているとして批判した。

## 映画評論家
本人によれば、1975年から映画雑誌から原稿依頼が来るようになる。「キネマ旬報」にも「映画評論家」の肩書きで寄稿するようになった。1987年からは月刊の個人ミニコミ『B級映画映画評論家通信』を発行し公開された日本映画全てを批評して、3冊の著書にまとめるなど映画に関する著書もある。そのため、マスメディアには映画評論家としてコメントを寄せることも多く、文部科学省在職時代から日本映画映像文化振興センター副理事長に就任している。
観る映画は日本映画だけと公言していたが、1995年にあきた十文字映画祭で寺脇にとって約30年ぶりの外国映画となる韓国映画を4本鑑賞し、急に韓国映画を観るようになり、2003年から2007年まで4年間で250本の韓国映画を鑑賞。『キネマ旬報』誌では「映画が〈日韓〉をつなぐ」を連載した。洋画についてもほとんど観ていなかったが、2008年になって本格的に観るようになったという。
映画を通じた日韓の文化交流にも当たっている。2004年に文化庁が主催して韓国で開催されたイベント「日本映画：愛と青春」（1965年から1998年に発表された日本映画46本を上映したもの）は、文化庁に在職していた寺脇が中心となって進めた企画だといわれているが、黒澤、小津ら、巨匠と呼ばれる監督の作品をあえて排し、日活ロマンポルノに属する作品を入れるというラインナップが物議を醸した。
インタビューでは「今の私にとっては日本の社会に準じるくらい自分の生活と結びついている社会だと思う」との理由から、外国映画は韓国のものしか観ないと答えている。洋画を観ない理由として「アメリカだとかイギリスの社会は私とはあまり結びついているものではないから、それほど観たいとは思わない」と述べている。
日活ロマンポルノ評と取材を通じて、映画監督の根岸吉太郎と脚本家の荒井晴彦と懇意になり、荒井が発行人を務める『映画芸術』誌の運営に2009年から協力。寺脇が在籍する東北芸術工科大学に映像学科が新設される際には、教授と学科長として根岸を招聘した。
ロマンポルノ映画以外にも、国内で公開された「ピンク映画」の全作品を長期間フォローし、評論したことでも知られる。
プロデューサーとしても「戦争と一人の女」や「バット・オンリー・ラヴ」、「天上の花」等の作品を製作している。

## 落語評論家
一般社団法人落語協会外部顧問。かつて存在した女子大生サークル「エンピツむすめ」によるキャンパス向けフリーマガジン「らくご☆まがじん」顧問。
現在、寄席情報誌『東京かわら版』に連載「演芸ノ時間」を持つ。
2009年12月12日に内閣総理大臣（鳩山由紀夫）や仙谷由人行政刷新大臣（のちの国家戦略大臣）と会食した際に、「落語評論家」の肩書になっていた。
2015年7月、新宿・SPACE雑遊で舞台「ゴールデン街★青春　酔歌　～オヤジん夢は夜ひらく～（作：高橋郁子、演出：酒井晴人)」を企画・プロデュース。交友のある落語家の桂扇生・ 立川談幸・初音家左橋を中心にしたキャストで上演された。また、同作は2017年7月に新宿シアターモリエールで再演。上演前の寺脇とのトークでは松尾貴史・青木理・望月衣塑子・前川喜平が日替わりで登場した。
2021年『まんが 柳家小三太噺』 （作・絵：内田玉男）を寺脇の自費出版本として発行した。
落語家の林家しん平が監督を務め、2022年に公開された映画『二つ目物語』では、スペシャルアドバイザーとして寺脇の名前がクレジットされた。

## 職歴
- 1975年4月 文部省初等中等教育局教科書管理課
- 1976年 文部省初等中等教育局教科書検定課
- 1978年10月 文部省大学局高等教育計画課
前畑安宏企画官以下7人のチームで放送大学学園法の法案作成にあたる[38]。
- 1979年4月 文部省大学局高等教育計画課法規係長
- 1981年4月 文部省大臣官房総務課審議班審議第二係長
- 1981年9月 第二次臨時行政調査会事務局
- 1983年4月 文部省大臣官房総務課
第二次臨時行政調査会を受け高石邦男官房長及び加戸守行総務課長の下、4人のチームで機構改革を担当、教育助成局、高等教育局、大臣官房政策課の新設や、大学局、管理局の廃止等を行った[39]他、臨時教育審議会設置法案の作成に携わる[40]。
- 1984年4月 福岡県教育庁指導第二部指導第二課長
- 1986年4月 文部省高等教育局私学部私学助成課課長補佐
- 1988年4月 文部省社会教育局社会教育課課長補佐
生涯学習局新設のため文部省組織令改正案作成に携わる[41]。
- 1988年7月 文部省生涯学習局生涯学習振興課課長補佐

生涯学習の振興のための施策の推進体制等の整備に関する法律の法案作成にあたる。
- 1992年7月 文部省初等中等教育局職業教育課長
業者テストの廃止や総合学科高校制度の創設等を行う。
- 1993年12月 広島県教育委員会教育長
- 1996年4月 文部省高等教育局医学教育課長
- 1997年6月 文部省生涯学習局生涯学習振興課長
専門士の称号を有する外国人への就労ビザ発給制度、大学入学資格検定の合格点の60点から30点への引き下げ等を実施する[42]。
- 1999年4月 文部省大臣官房政策課長
- 2001年1月 文部科学省大臣官房審議官（生涯学習政策局担当）
- 2002年8月 文化庁文化部長
日本大学芸術学部映画学科客員教授兼務
- 2006年4月 文部科学省大臣官房広報調整官
- 2006年11月 退官
- 2007年4月 京都造形芸術大学芸術学部映画学科教授
- 2008年4月 コリア国際学園理事
- 2009年4月 特定非営利活動法人ジャパン・フィルム・コミッション理事長
- 2011年4月 京都造形芸術大学芸術学部マンガ学科教授
- 2019年4月 専修大学文学部人間科学部兼任講師
- 2020年4月 京都芸術大学芸術学部マンガ学科教授

## 著書
- 『映画を追いかけて 年鑑1987年日本映画全評』（1988年、弘文出版）
- 『映画をみつめて 年鑑1988年日本映画全評』（1989年、弘文出版）
- 『映画に恋して 年鑑1989年日本映画全評』（1990年、弘文出版）
- 『動き始めた教育改革 教育が変われば日本が変わる!!』（1997年、主婦の友社）
- 『21世紀へ教育は変わる 競争の時代はもうおしまい』（1997年、近代文芸社）
  - 『21世紀の学校はこうなる』（2001年、新潮OH!文庫）
- 『なぜ学校に行かせるの?』（1997年、日本経済新聞社）
- 『何処へ向かう教育改革 「どうなる学校」の疑問に全回答』（1998年、主婦の友社）
- 『中学生を救う30の方法』（1998年、講談社）
- 『対論 教育をどう変えるか』（2001年、学事出版）
- 『格差時代を生きぬく教育』（2006年、ユビキタ・スタジオ）
- 『韓国映画ベスト100 「JSA」から「グエムル」まで』（2007年、朝日新書）
- 『それでも、ゆとり教育は間違っていない』（2007年、扶桑社）
- 『さらばゆとり教育 学力崩壊の「戦犯」と呼ばれて』（2008年、光文社）
- 『官僚批判』（2008年、講談社）
- 『百マス計算でバカになる 常識のウソを見抜く12講座』（2009年、光文社）
- 『2050年に向けて生き抜く力』（2009年、教育評論社）
- 『「官僚」がよくわかる本 権力、価値観、天下り… 官僚の実態がわかれば、政治の仕組みがみえてくる!』（2010年、アスコム）
- 『ロマンポルノの時代』（2012年、光文社新書）「新編・ロマンポルノの時代」光文社知恵の森文庫 2019.5
- 『「フクシマ以後」の生き方は若者に聞け』（2012年、主婦の友社）
- 『文部科学省 - 「三流官庁」の知られざる素顔』（2013年、中央公論新社）
- 『「学ぶ力」を取り戻す 教育権から学習権へ』慶應義塾大学出版会, 2013.5
- 『本気の教育改革論 寺脇研と論客14人が語るこれからの教育』編. 学事出版, 2016.9
- 『国家の教育支配がすすむ』（2017年、青灯社）
- 『危ない「道徳教科書」』宝島社, 2018.9
- 『昭和アイドル映画の時代』光文社知恵の森文庫 2020.4

### 共著・監修
- 『教師としての「責任のとり方」』（1998年、明治図書出版）共著：向山洋一
- 『どうする「学力低下」 激論・日本の教育のどこが問題か』（2000年、PHP研究所）共著：和田秀樹
- 『生きてていいの?』（2001年、近代文芸社）共著：藤野知美
- 『教育3.0 誰が教育を再生するのか?』（2007年、ディスカヴァー・トゥエンティワン）共著：宮川俊彦
- 『憲法ってこういうものだったのか!』（2008年、ユビキタ・スタジオ）共著：姜尚中
- 『コンクリートから子どもたちへ』（2010年、講談社）共著：鈴木寛
- 『民主政治のはじまり　政権交代を起点に世界を視る』（2010年、七つ森書館）共著：山口二郎、寺島実郎、西山太吉、外岡秀俊
- 『大田堯・寺脇研が戦後教育を語り合う この国の教育はどこへ向かうのか』学事出版, 2015.7
- 「憲法9条」問題のココがわからない!! どこが、どう問題か? しっかり考えておきたい33のポイント』監修. すばる舎, 2015.
- 『これからの日本、これからの教育』（ちくま新書、2017年11月）共著：前川喜平
- 『この国の「公共」はどこへゆく』（花伝社、2020年12月）共著：前川喜平・吉原毅。ISBN 978-4763409492。
- 『官僚崩壊 どう立て直すのか』（扶桑社、2021年9月）共著：前川喜平。ISBN 4594089429。
- 『教育鼎談: 子どもたちの未来のために』（ミツイパブリッシング、2022年04月27日）共著：内田樹、前川喜平。ISBN 4907364253。